# Diễn đàn Vành đai và Con đường lần thứ 3
Diễn đàn Vành đai và Con đường lần thứ 3 (tiếng Anh: The Third Belt and Road Forum for International Partnership) diễn ra vào ngày 17 và 18 tháng 10 năm 2023 tại Bắc Kinh, Trung Quốc do Tổng Bí thư Đảng Cộng sản Trung Quốc, Chủ tịch nước Trung Quốc Tập Cận Bình tham dự lễ khai mạc và phát biểu mở màn.

## Bối cảnh
Tháng 9 năm 2013, lãnh đạo Trung Quốc Tập Cận Bình đã phát biểu tại Đại học Nazarbayev ở Kazakhstan đưa ra khái niệm xây dựng chung "Vành đai kinh tế, Con đường tơ lụa". Vào tháng 10 cùng năm, Tập Cận Bình đã đề xuất xây dựng chung "Xây dựng chung Tuyến đường tơ lụa trên biển thế kỷ 21" khi phát biểu tại Quốc hội Indonesia. Hai khái niệm này sau đó được kết hợp thành sáng kiến "Vành đai và Con đường". Vào ngày 17 tháng 1 năm 2017, Tập Cận Bình đã tuyên bố ở Diễn đàn Kinh tế thế giới tại Davos, Thụy Sĩ về việc sẽ tổ chức Diễn đàn cấp cao Hợp tác Quốc tế "Vành đai và Con đường" tại Bắc Kinh. Đến nay, nó đã được tổ chức hai lần vào tháng 5 năm 2017 và tháng 4 năm 2019.
Ngày 18 tháng 11 năm 2022, Tập Cận Bình đã đưa ra tuyên bố tại Hội nghị thượng đỉnh phi chính thức giữa các nhà lãnh đạo APEC lần thứ 29 tại Băng Cốc, Thái Lan rằng Trung Quốc đang xem xét tổ chức Diễn đàn Vành đai và Con đường lần thứ 3 vào năm tiếp theo. Ngày 11 tháng 4 năm 2023, người phát ngôn Bộ Ngoại giao Trung Quốc, Uông Văn Bâng cho biết nước này sẽ tổ chức Diễn đàn Vành đai và Con đường lần thứ 3 trong năm 2023.
Ngày 13 tháng 6 năm 2023, Trung Quốc và Honduras đã ký kết Hiệp định về việc xây dựng chung "Vành đai và Con đường". Trong vòng 10 năm, Trung Quốc đã ký kết hơn 200 văn kiện hợp tác xây dựng "Vành đai và Con đường" với hơn 150 quốc gia ở khắp 5 châu lục và hơn 30 tổ chức quốc tế. Đến ngày 10 tháng 10, Văn phòng Thông tin của Hội đồng Nhà nước Trung Quốc đã phát hành Báo cáo Trắng "Xây dựng chung Vành đai và Con đường: Xây dựng thực tiễn quan trọng của cộng đồng chia sẻ tương lai vì nhân loại".
Vào hôm 11 tháng 10 năm 2023, người phát ngôn Bộ Ngoại giao Trung Quốc, Hoa Xuân Oánh cho biết Diễn đàn sẽ được tổ chức vào ngày 17 và 18 tháng 10 tại Bắc Kinh, Trung Quốc. Hai hôm sau đó, Phó Bộ trưởng Bộ Ngoại giao Trung Quốc, Mã Triêu Húc về việc sẽ có hơn 140 quốc gia và hơn 30 tổ chức quốc tế xác nhận tham dự.

## Nội dung cơ bản
Chủ đề của Diễn đàn cấp cao lần thứ ba là "Hợp tác chất lượng cao Vành đai và Con đường, chung tay vì phát triển và thịnh vượng chung" bao gồm Lễ khai mạc, Hội nghị trò chuyện giữa các nhà lãnh đạo, Tiệc chào mừng, 3 diễn đàn cấp cao, 6 diễn đàn chuyên đề, Hội nghị doanh nhân và các sự kiện khác.

## Các lãnh đạo tham dự hội nghị bàn tròn

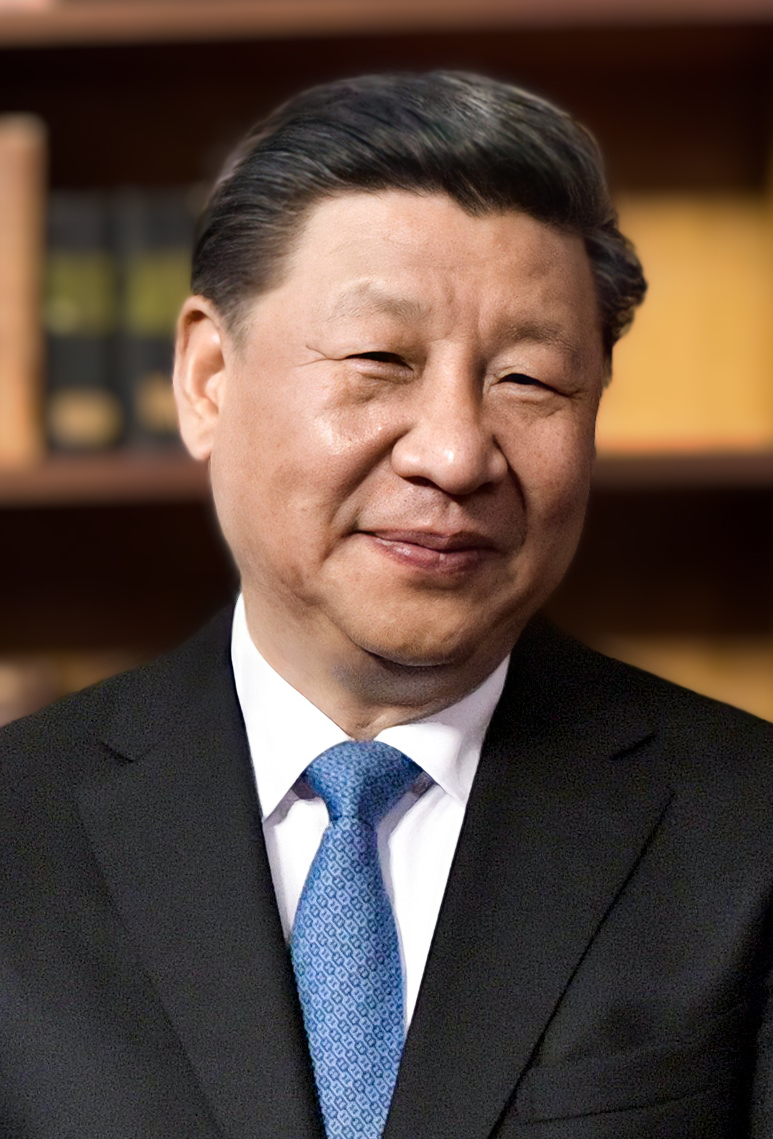
Trung Quốc（Nước chủ nhà） Tổng Bí thư Đảng Cộng sản Trung Quốc, Chủ tịch nước Trung Quốc Tập Cận Bình
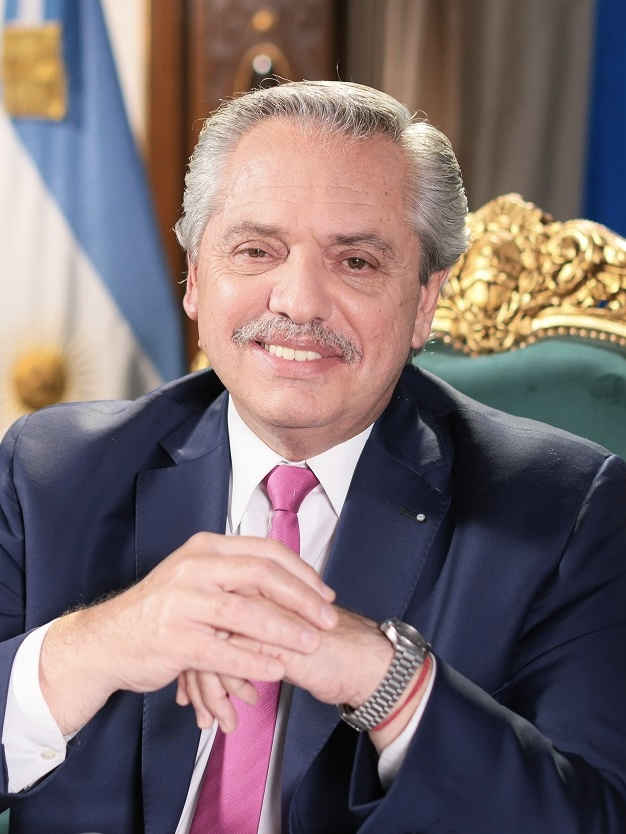
Argentina Tổng thống Argentina Alberto Fernández
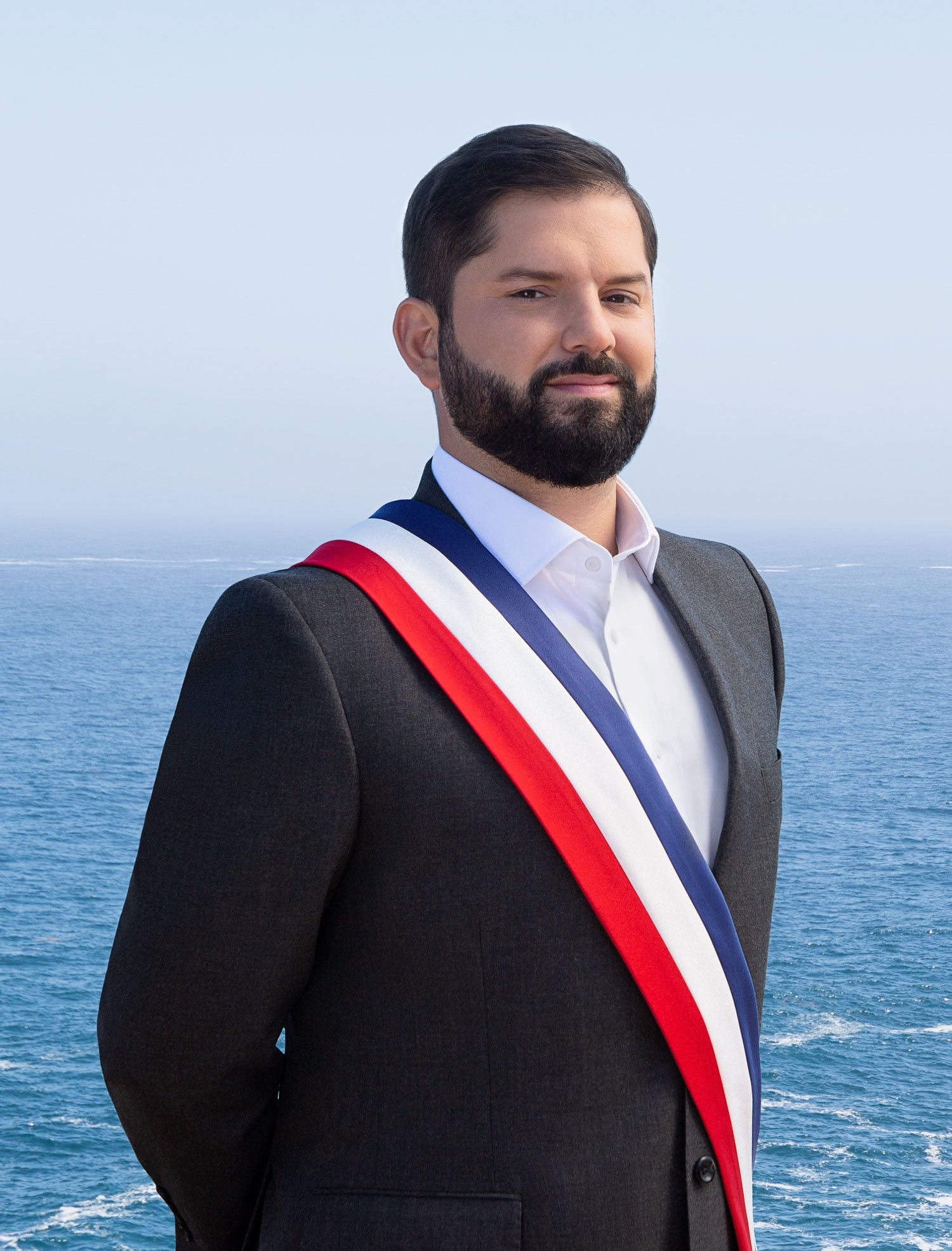
Chile Tổng thống Chile Gabriel Boric
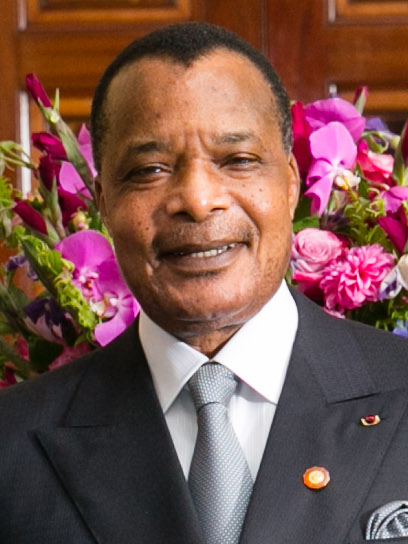
Cộng hoà Congo Tổng thống Cộng hòa Congo Denis Sassou Nguesso
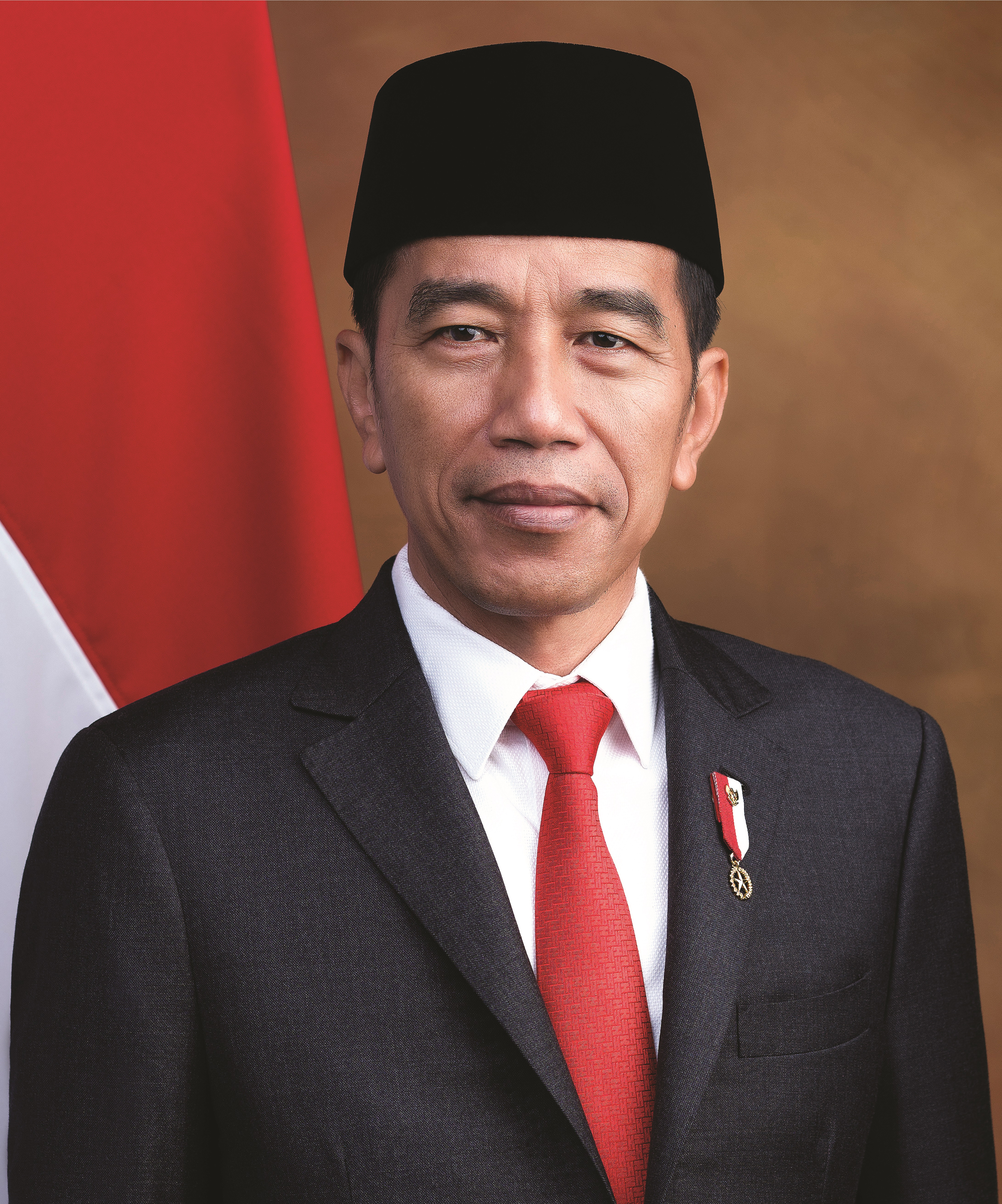
Indonesia Tổng thống Indonesia Joko Widodo
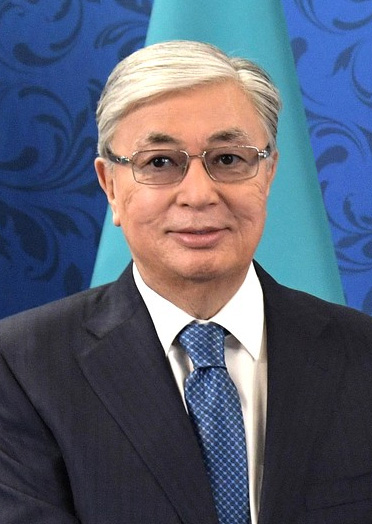
Kazakhstan Tổng thống Kazakhstan Kassym-Jomart Tokayev
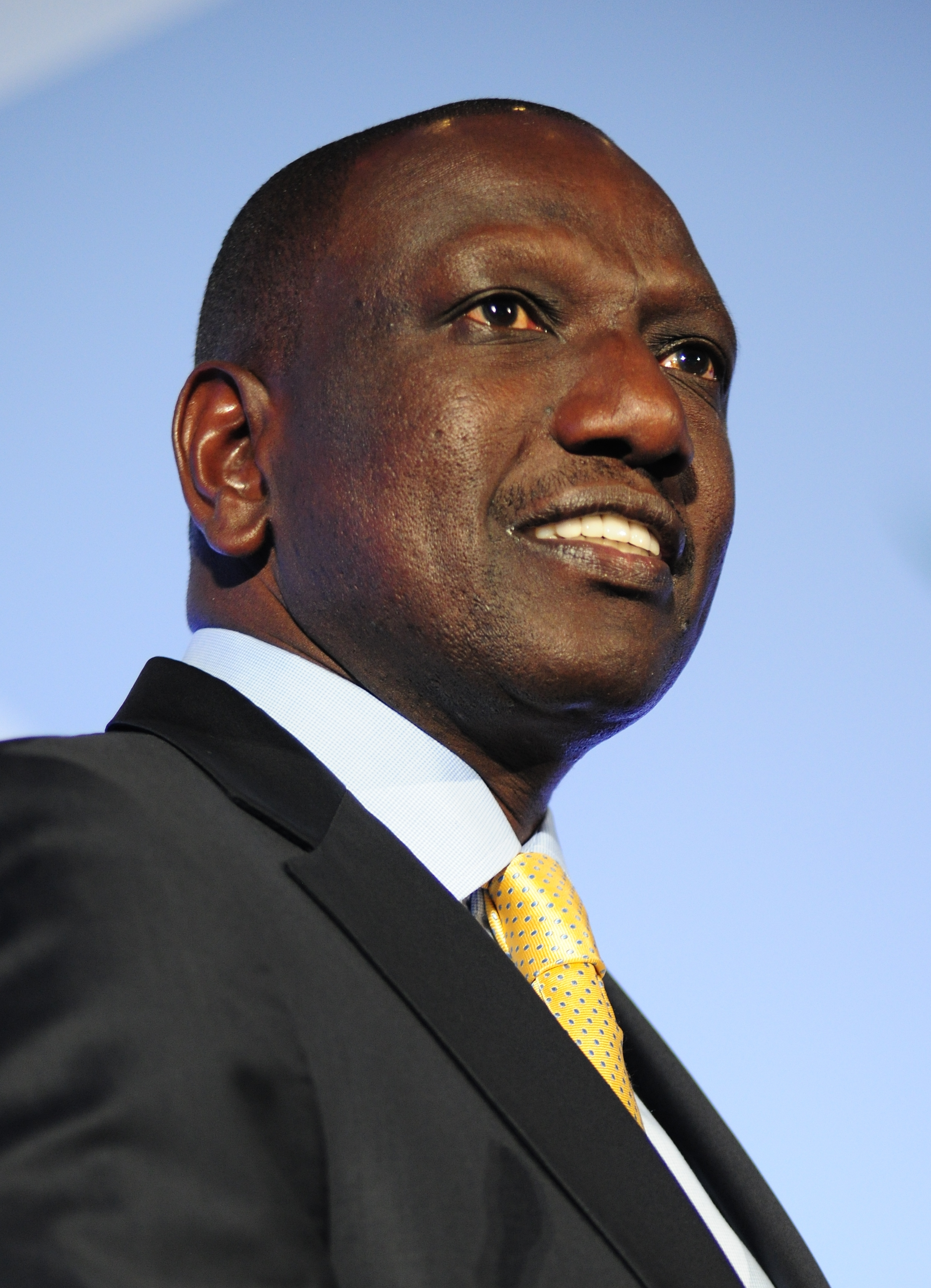
Kenya Tổng thống Kenya William Ruto
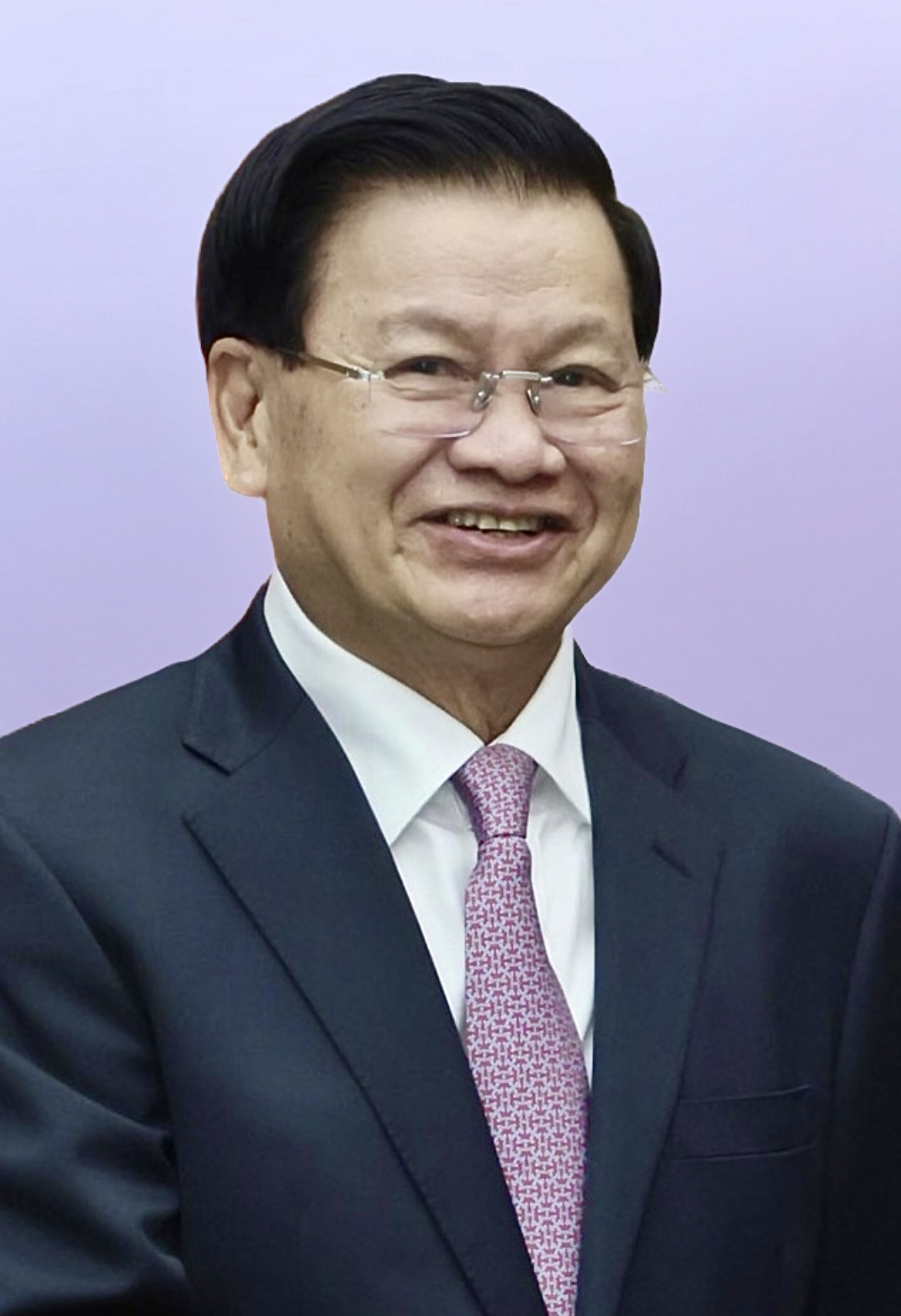
Lào Chủ tịch nước Lào Thongloun Sisoulith
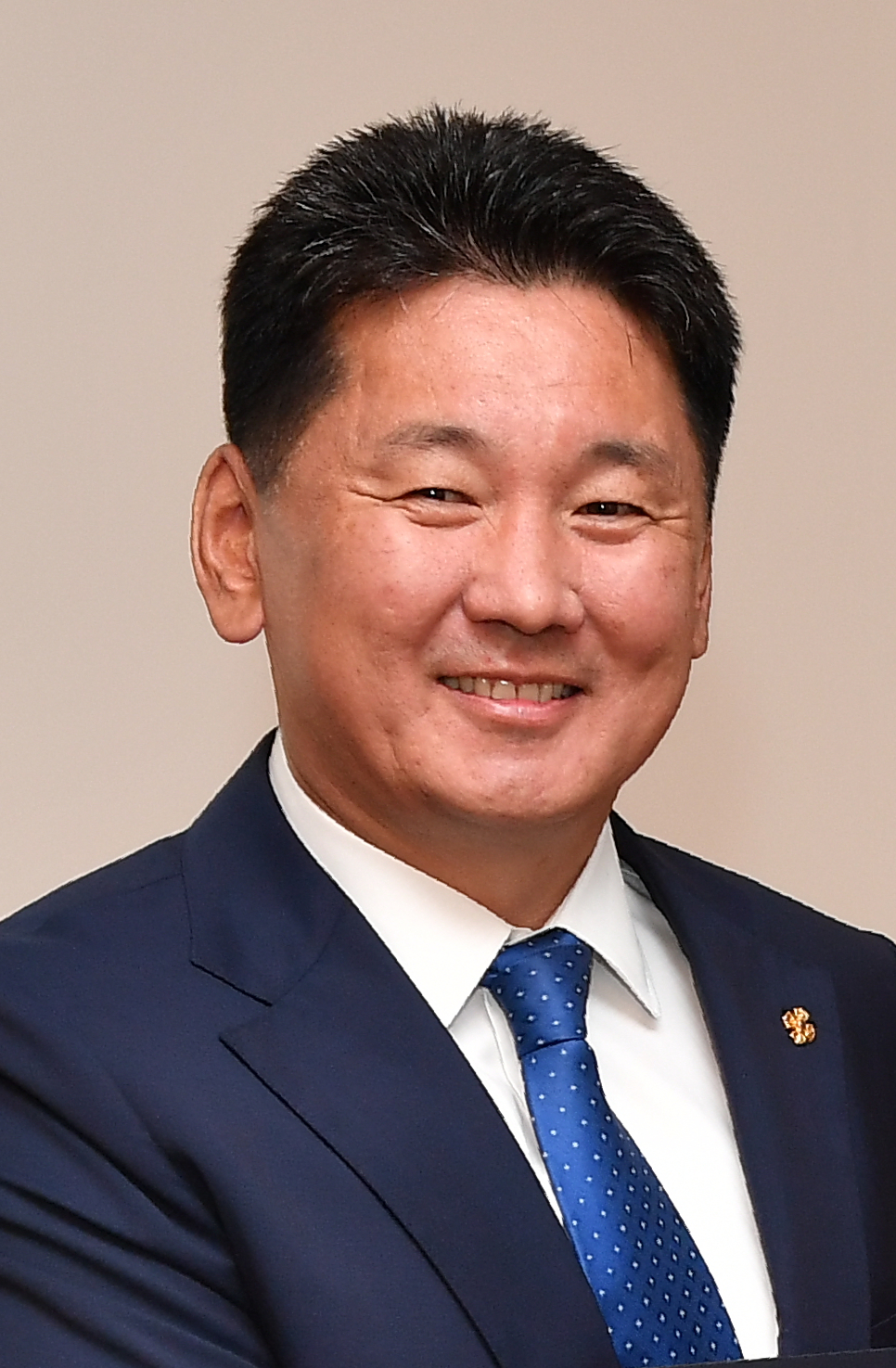
Mông Cổ Tổng thống Mông Cổ Ukhnaagiin Khürelsükh
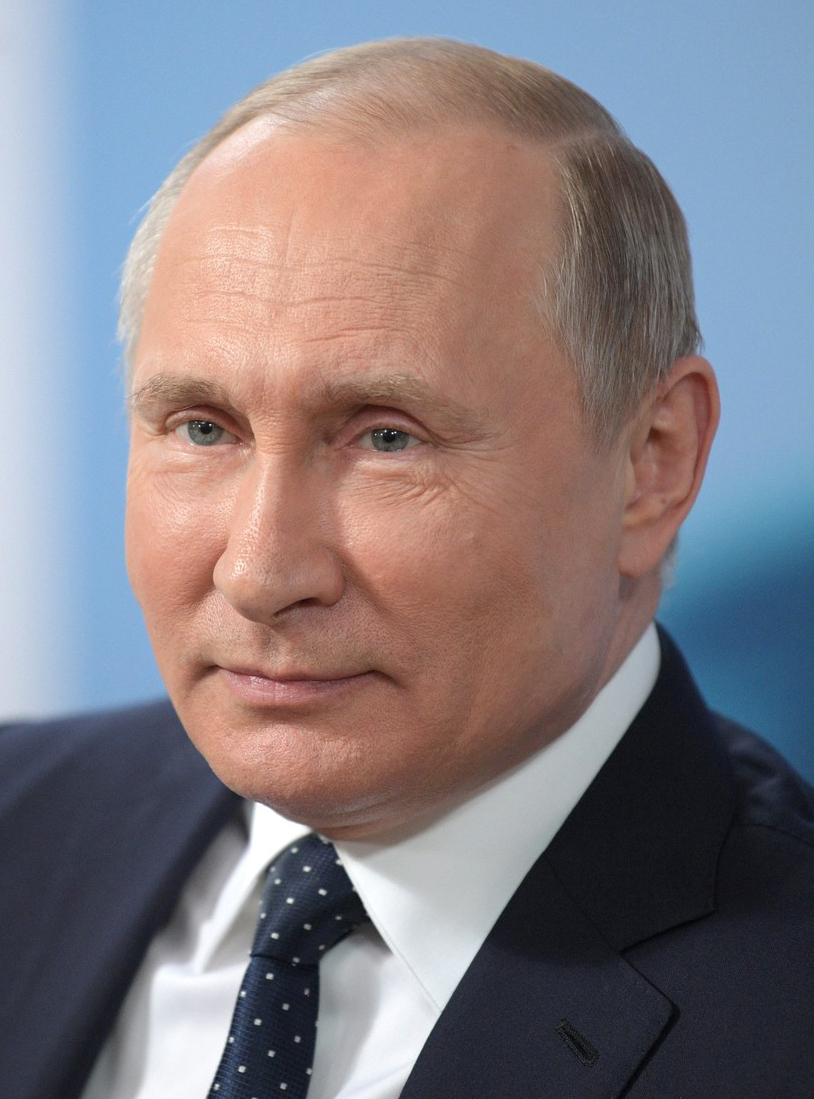
Nga Tổng thống Nga Vladimir Vladimirovich Putin
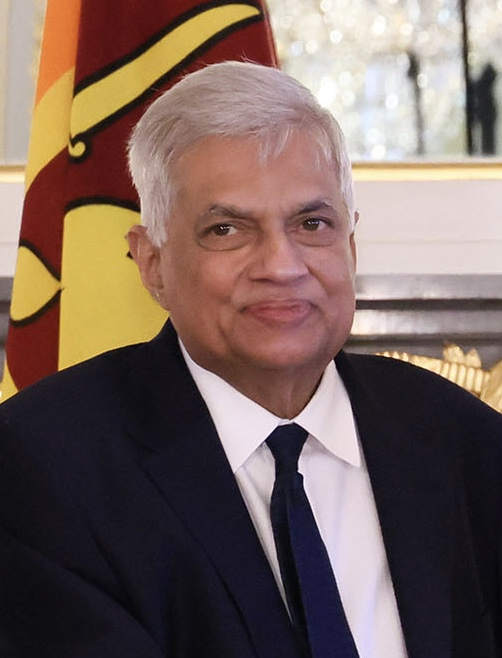
Sri Lanka Tổng thống Sri Lanka Ranil Wickremesinghe
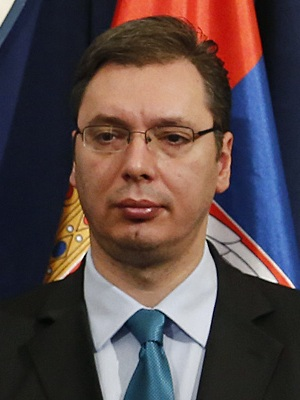
Serbia Tổng thống Serbia Aleksandar Vučić
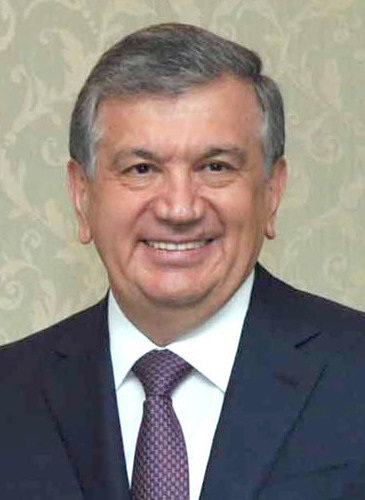
Uzbekistan Tổng thống Uzbekistan Shavkat Mirziyoyev
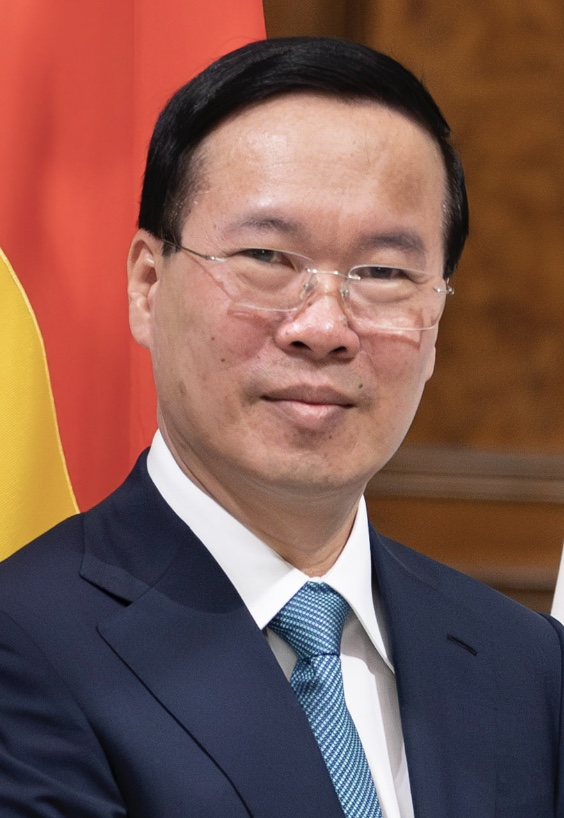
Việt Nam Chủ tịch nước Việt Nam Võ Văn Thưởng
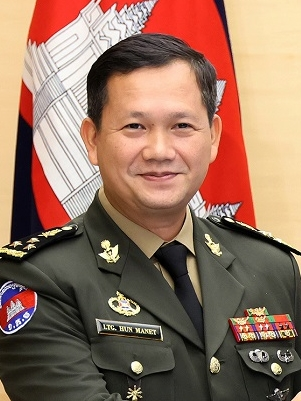
Campuchia Thủ tướng Campuchia Hun Manet
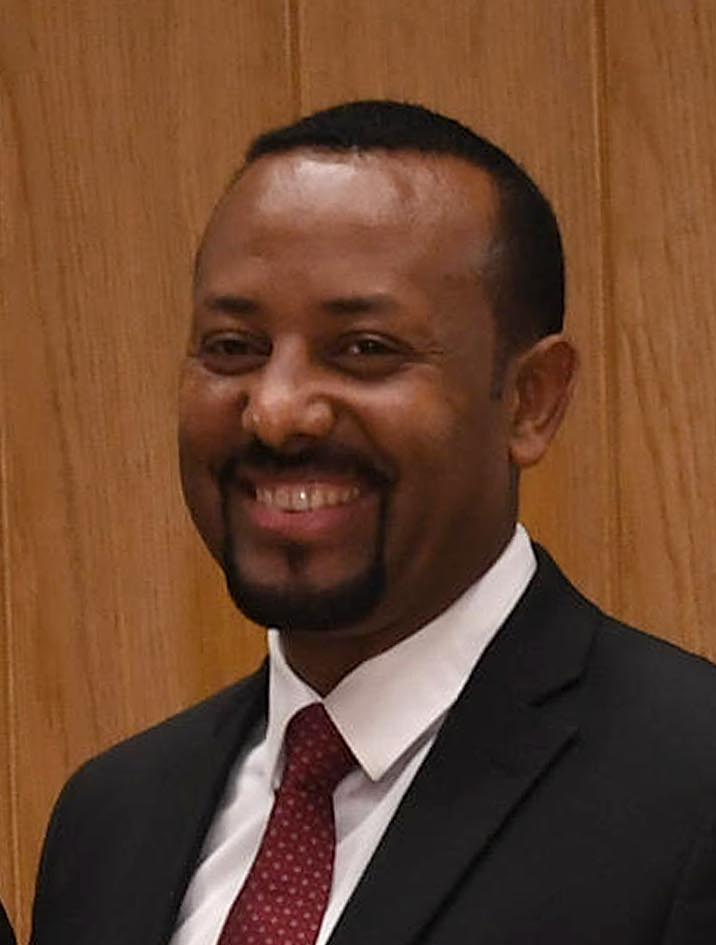
Ethiopia Thủ tướng Ethiopia Abiy Ahmed
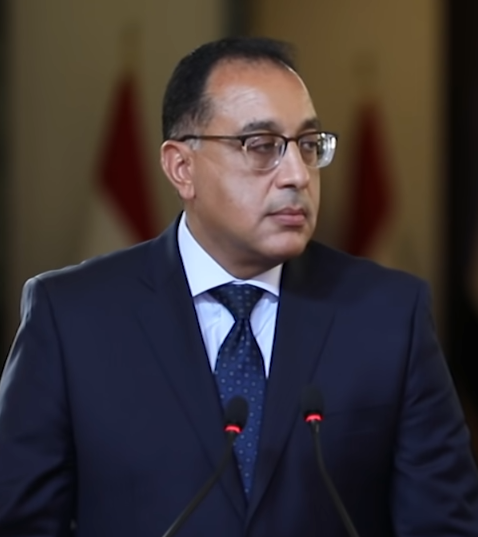
Ai Cập Thủ tướng Ai Cập Mostafa Madbouly
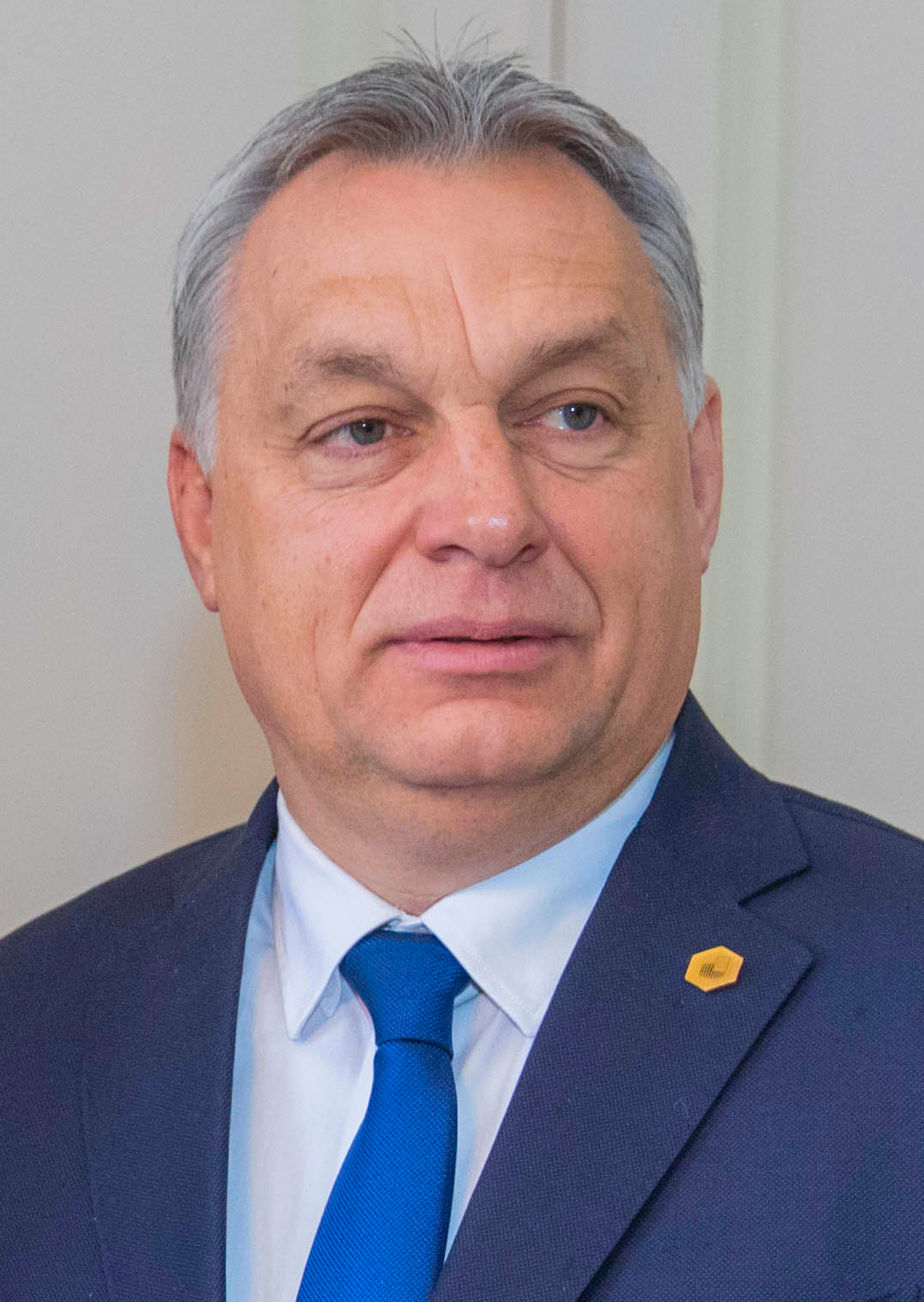
Hungary Thủ tướng Hungary Orbán Viktor
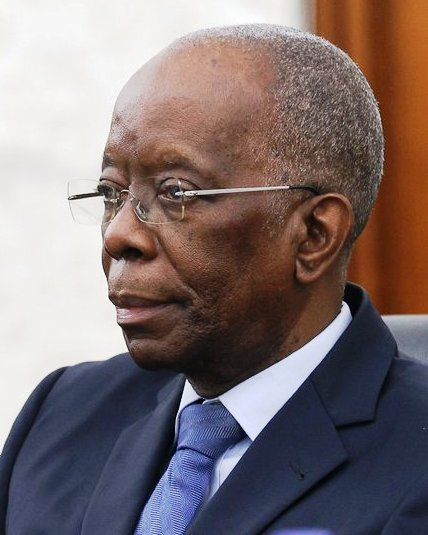
Mozambique Thủ tướng Mozambique Adriano Maleiane
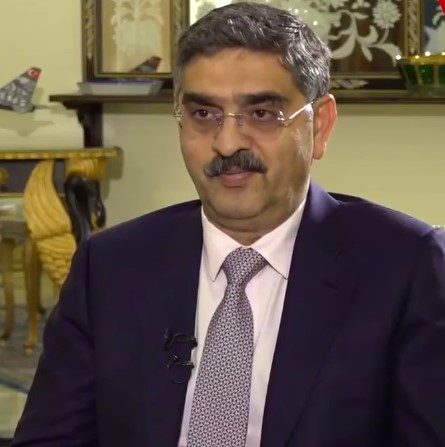
Pakistan Thủ tướng Pakistan Anwaar ul Haq Kakar
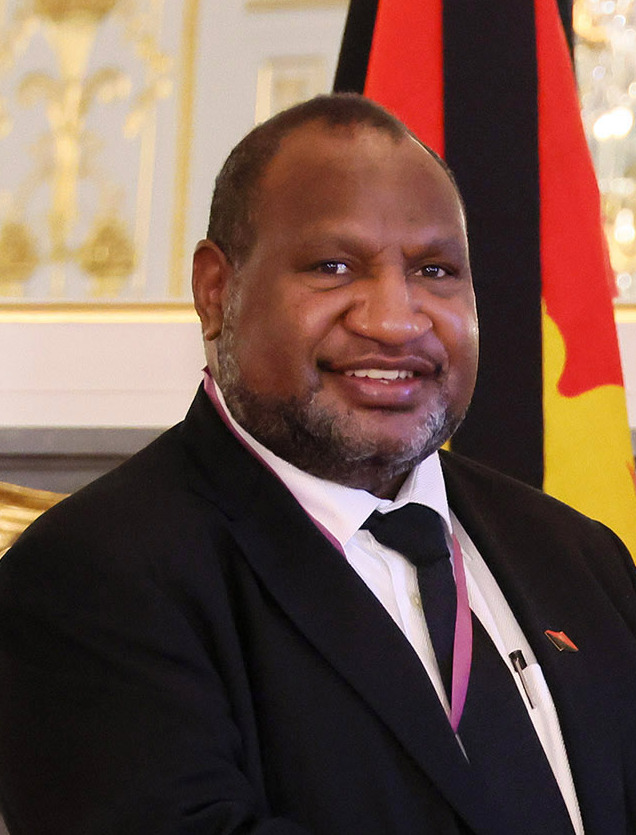
Papua New Guinea Thủ tướng Papua New Guinea James Marape
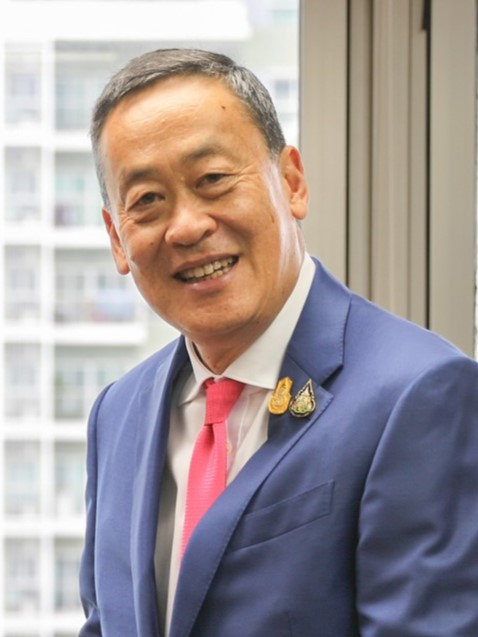
Thái Lan Thủ tướng Thái Lan Srettha Thavisin
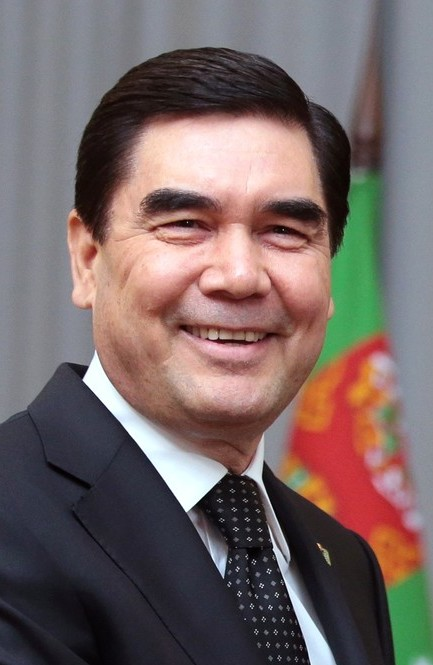
Turkmenistan Chủ tịch Quốc hội Turkmenistan Raşit Meredow
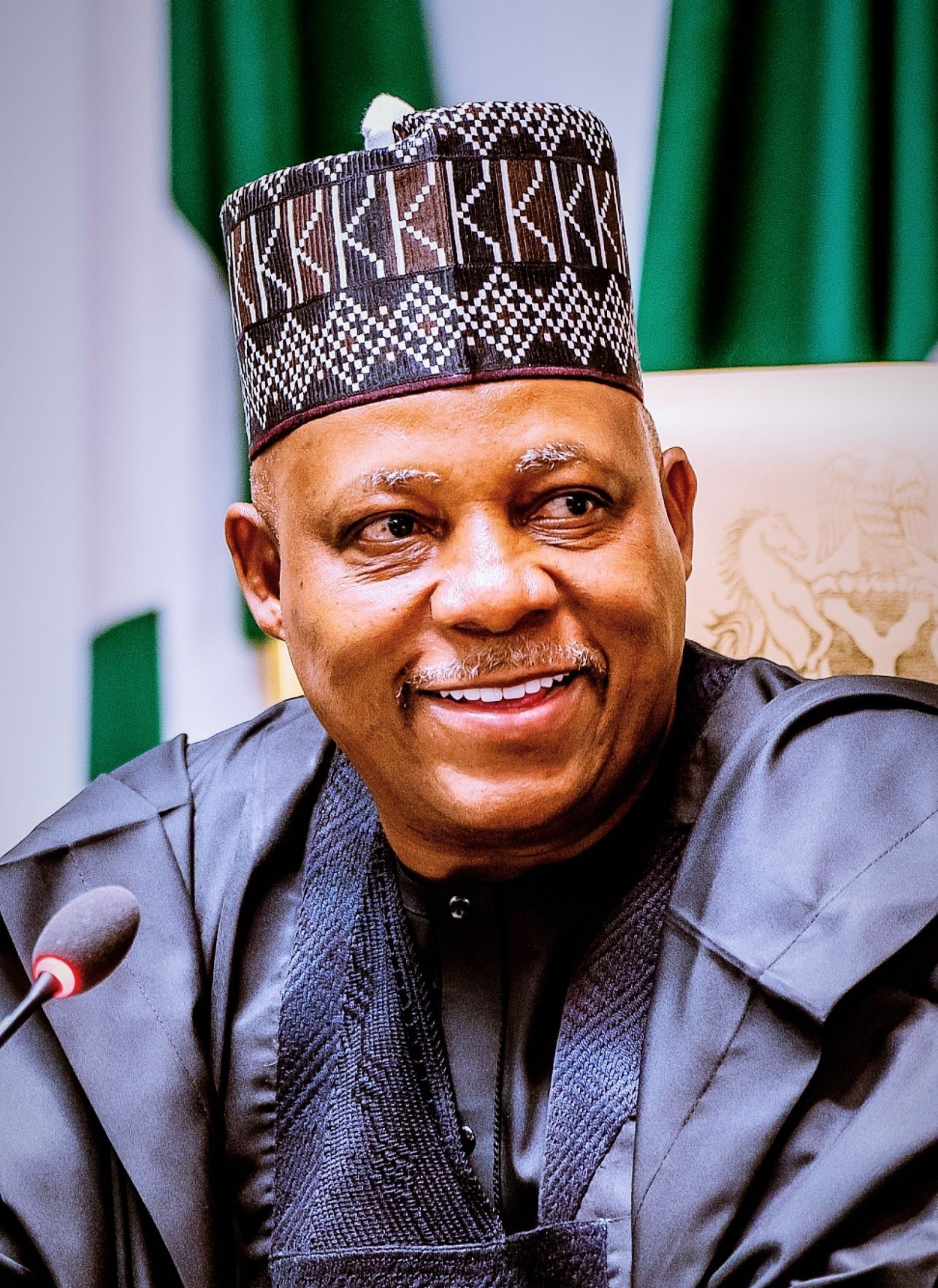
Nigeria Phó Tổng thống Nigeria Kashim Shettima
尼泊尔副总理兼内政部长施雷斯塔   Nepal Phó Thủ tướng Nepal Narayan Kaji Shrestha
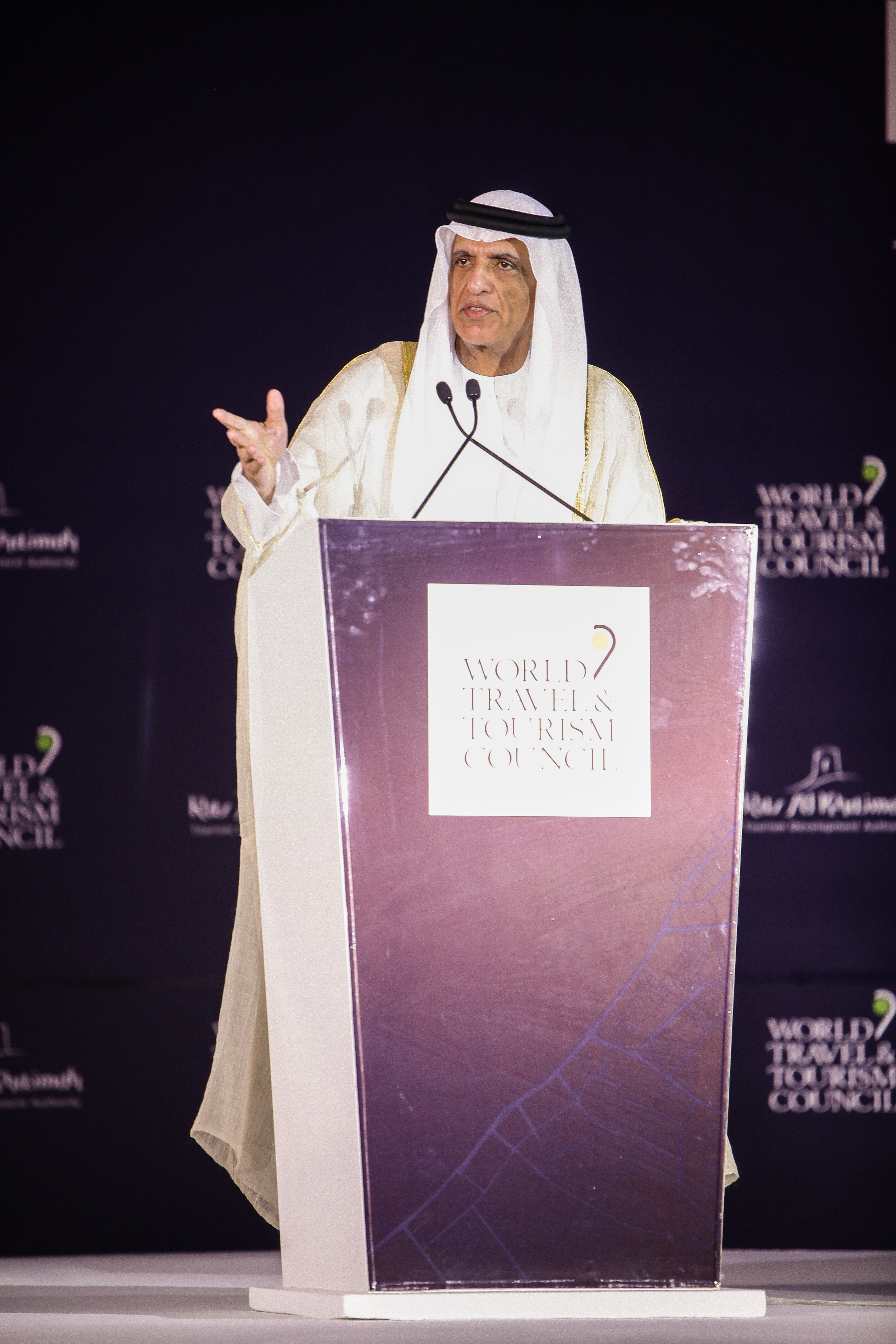
UAE  Người cai trị Ras Al Khaimah Saud bin Saqr Al Qasimi

### Các tổ chức quốc tế

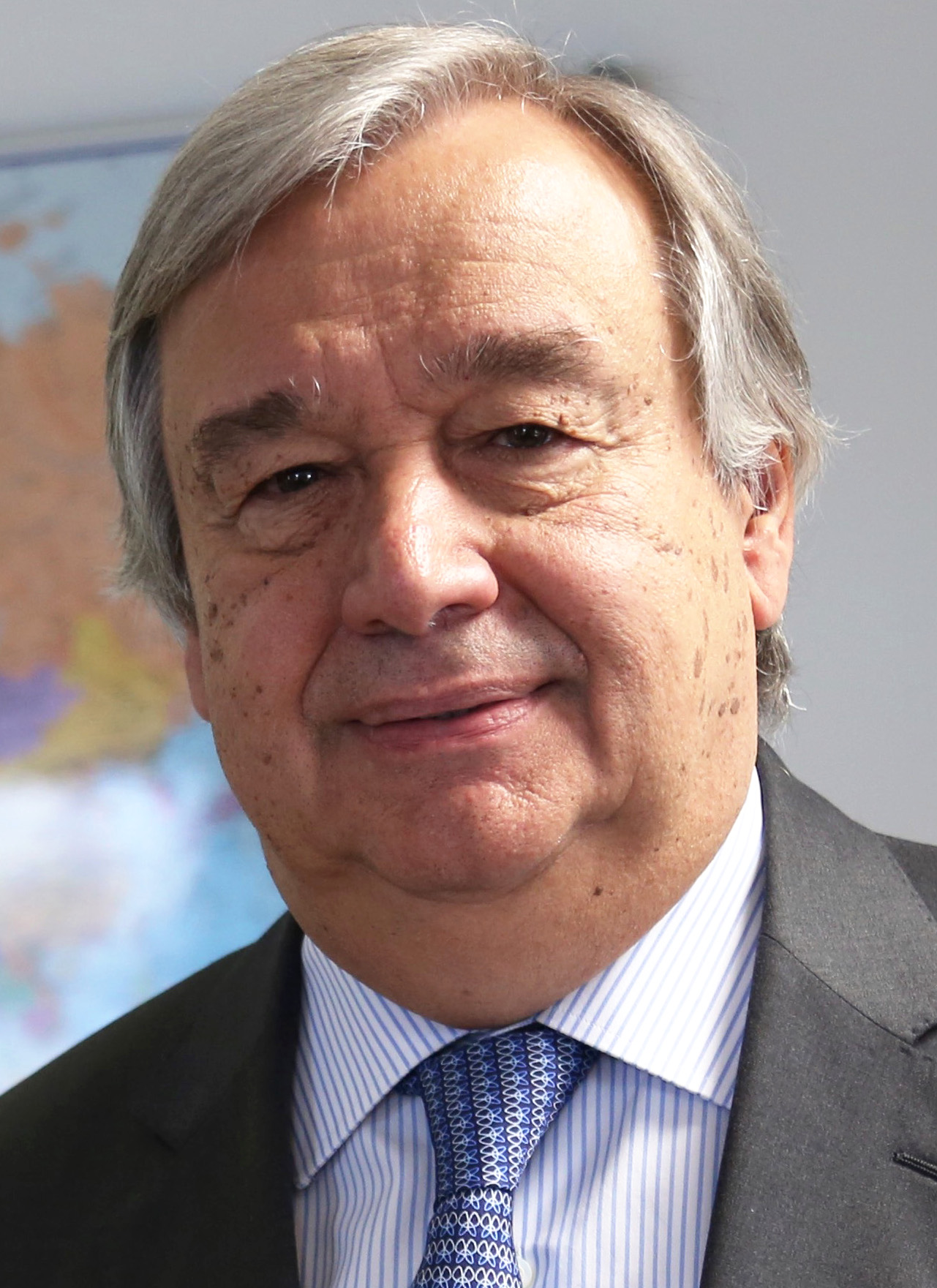
Liên Hợp Quốc Tổng Thư ký Liên Hợp Quốc António Guterres
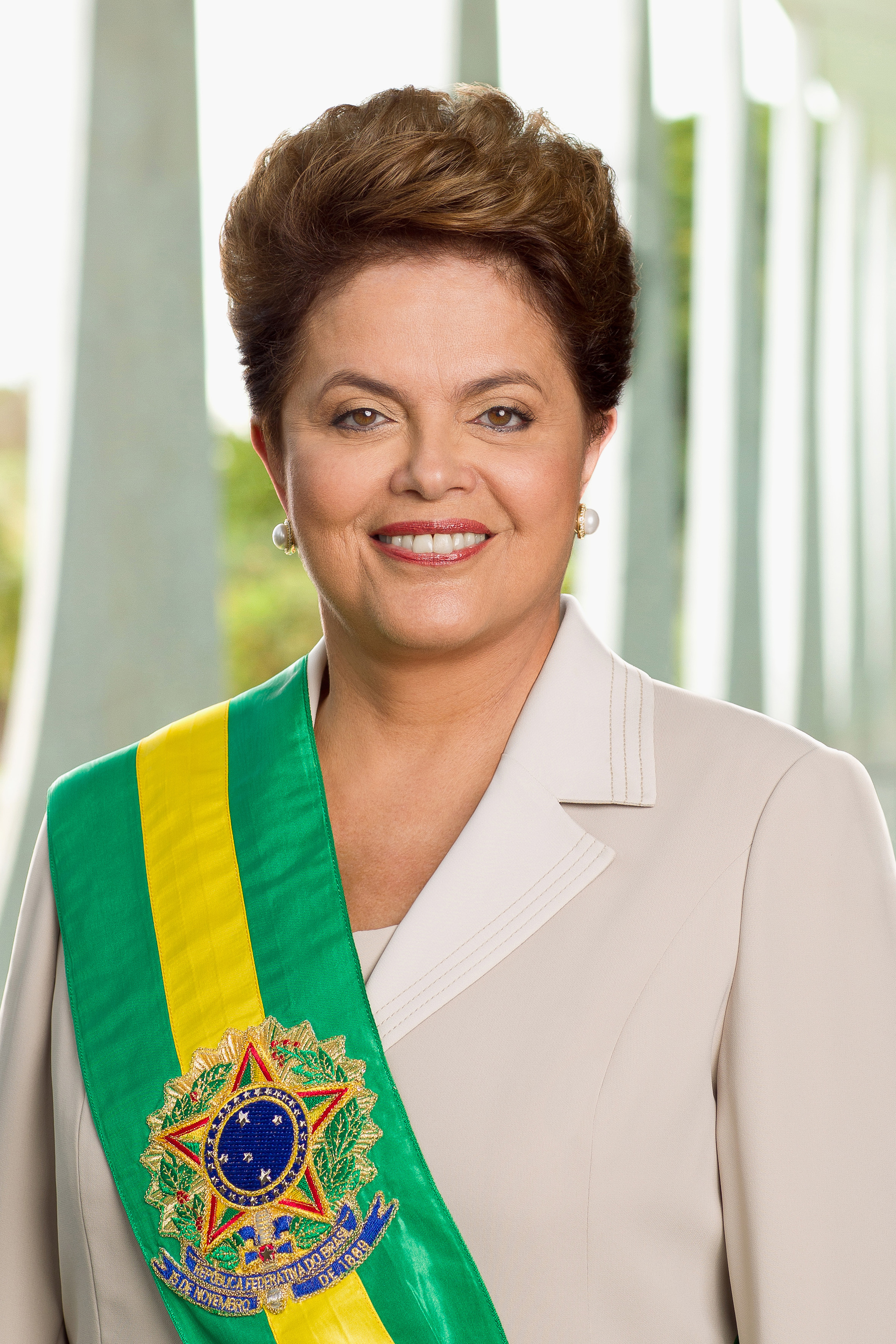
Ngân hàng Phát triển mới: Chủ tịch Dilma Rousseff
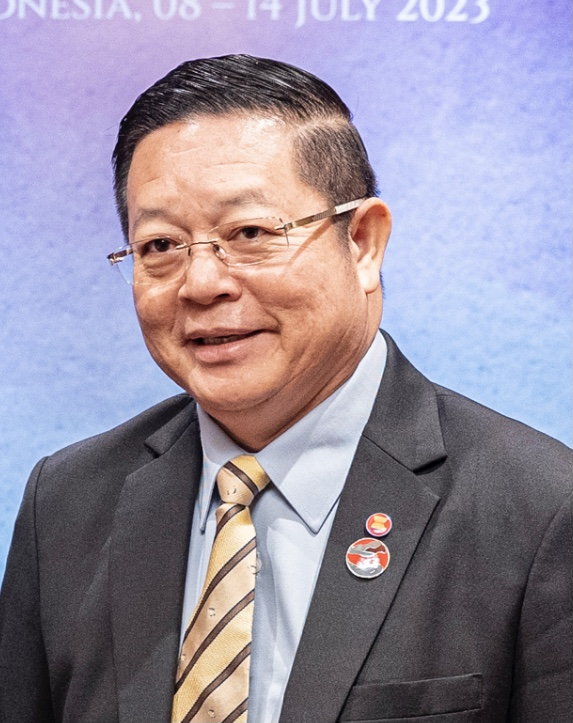
ASEAN Tổng thư ký ASEAN Kao Kim Hourn